# Prager Tagblatt
Prager Tagblatt (česky Pražský deník) byl liberální německy psaný deník, vycházející  v letech 1877–1939 v Čechách (Československu), psaný německy.
Prager Tagblatt byl považován za nejvlivnější liberálně demokratické německy psané noviny přelomu 19. a 20. století v Čechách a patrně ve Střední Evropě vůbec, vedle vídeňských Freie Neue Presse. Jeho vydávání skončilo s nacistickou okupací v roce 1939. Jeho hlavním sídlem byl Millesimovský palác (Panská) čp. 896/I v Panské ulici 8. Mezi válkami byl vydavatelem a spolumajitelem tohoto deníku německy hovořící biochemik Rudolf Keller, který pocházel ze židovské rodiny Kohnů z Ostrova nad Ohří a oženil se s dcerou zakladatele těchto novin, jímž byl německý knihkupec a politik Heinrich Mercy, který se do Prahy přistěhoval z Německa.
V tradicích Prager Tagblattu se snaží pokračovat týdeník Prager Zeitung vycházející v němčině od roku 1991.
K nejvýznamnějším přispěvatelům listu patřili: Max Brod, Julius Gundling, Egon Erwin Kisch, Alfred Polgar, Alexander Roda Roda, Joseph Roth, Johannes Urzidil, Hermann Grab, Sándor Márai, Friedrich Torberg a Franz Lederer
Dalšími přispěvateli byli mimo jiné: Erich Auerbach (fotograf), Hans Bauer, Alfred Döblin, Emil Faktor, Hugo Feigl, Martin Feuchtwanger, Egon Friedell, Alfred Fuchs, Stefan Grossmann, Arnold Hahn, Arnold Höllriegel, Elisabeth Jansteinová, Siegfried Jacobsohn, Harry Klepetař, František R. Kraus, Fritz Lehmann, Theodor Lessing, Ferenc Molnár, Hans Natonek, Leo Perutz, Heinrich Rauchberg, Walther Rode, Heinrich Teweles, Michal Mareš, Alice Rühle-Gerstelová, Gisela Selden-Gothová a Hans Siemsen.